# Marc René de Montalembert

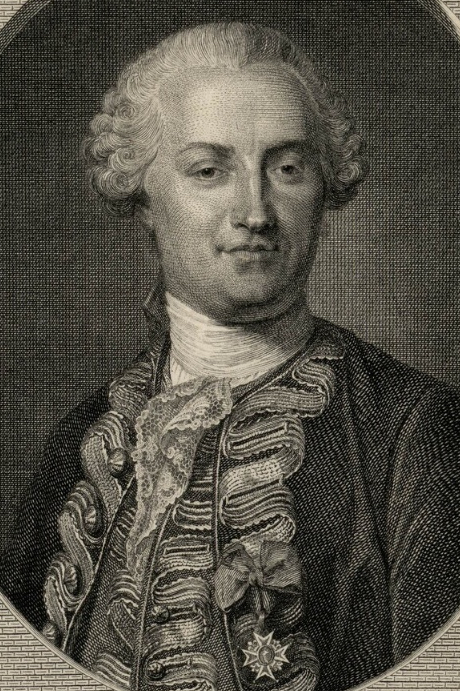
Marc René de Montalembert.

Marc René de Montalembert, född 16 juli 1714, död 29 mars 1800, var en fransk markis och general. Han var farfars bror till Charles Forbes de Tryon de Montalembert.
Montalembert började som kavalleriofficer men ägnade sig senare huvudsakligen åt befästningskonsten. Han deltog i 15 fälttåg, bland annat i sjuårskriget, under vilket han 1757–59 var fransk militäragent vid svenska armén och därvid gjorde resor i Sverige. Efter återkomsten till Frankrike uppträdde han mot det då härskande bastionssystemet och framlade förslag till nya grunder för befästningars utstakning, vilka visar att han rönt inflytande av Erik Dahlberghs torn- och kasemattbyggnader. Sina befästningsförslag framlade han i La fortification perpendiculaire (11 band, 1776–96), det främsta och mest omfattande krigsvetenskapliga arbete, som utgetts inom befästningskonstens område. Det utmärkande för hans förslag var kasematterade tenalj- och polygonalutstakningar, fristående kaponjärer för gravflankering samt detacherade fort. Man skan se honom som kaponjärsystemets och gördelfästningarnas upphovsman. Hans förslag kom inte till användning i Frankrike, men hans idéer påverkade de tyska fästningsbyggarna och upptogs i det nytyska systemet, enligt vilket Tyskland under början av 1800-talet byggde sina fästningar.